# BeReal
BeReal是一款來自法國的社交媒體應用程式 ，由亞歷克西斯·巴雷亞與凱文·佩侯於2020年共同開發推出。其核心特色為在每日的隨機时段發送一次通知，提醒使用者在兩分鐘內拍攝並分享當下的自拍照與生活照片給朋友，鼓勵展現未修飾的日常樣貌。「BeReal」一詞帶有雙關意涵，一方面呼應平台強調真實內容的理念，另一方面也暗指電影術語中的「B-roll」（輔助鏡頭）。根據Apple App Store 的應用說明，BeReal鼓勵用戶不使用濾鏡、避免擺拍與後製，藉此呈現「真實的自己」。
BeReal在推出初期知名度有限，但於2022年上半年迅速竄紅，使用人數自7月至8月間從2160萬增加至7350萬人。惟自2023年起活躍度逐漸下滑，至2024年初已降至2300萬人。

## 歷史
該應用程式由前GoPro員工亞歷克西斯·巴雷亞（Alexis Barreyat）與巴黎42學院畢業生凱文·佩侯（Kévin Perreau）共同開發。BeReal最初於2020年推出，並於2022年初開始受到廣泛關注。它最先在大學校園間流行，部分原因是其推出了付費品牌大使計畫。到2022年8月下旬，該應用已擁有超過1000萬个每日活躍用戶與2160萬个每月活躍用戶。截至2023年2月，活躍用戶已增至每日1300萬人與每月4780萬人。
2021年6月，BeReal完成由Andreessen Horowitz和Accel領投的3000萬美元融資。到2022年5月，該應用再度完成由尤里·米爾納（Yuri Milner）旗下DST Global領投的8500萬美元融資，使估值達到約6億美元。
2022年7月25日，BeReal登上Apple iOS App Store的免費應用榜首，並持續至同年9月。同年，它也獲得Apple頒發的「年度iPhone應用程式」獎項。
然而，到了2023年春末，BeReal的熱度明顯下滑，日活躍用戶由2022年10月的1500萬人降至約600萬人。2024年8月，因巴黎奧運期間的宣傳活動，應用程式使用量略有回升，據報导新增約1000名用戶。
2024年2月6日，BeReal開始引入經過認證的名人帳號（RealPeople）與品牌帳號（RealBrands），用戶可選擇關注並與這些帳號互動。若用戶回應或標記這些帳號，有機會被標示為「RealFans」。
2024年6月，法國科技公司Voodoo以5億歐元收購BeReal，創辦人亞歷克西斯·巴雷亞預計在過渡期後卸下職務。

## 功能
BeReal每天會同時向所有用戶發送通知，提醒當天兩分鐘上傳時間已開始，並要求用戶發佈一則貼文（即所謂的「BeReal」)，透過強制同步使用前後鏡頭拍攝的照片或短影片，呈現用戶正在做的事情，並可選擇加上文字說明。每日的發佈時間皆為隨機，通知發出前，用戶並不會知道具體時間。
通知發送後，用戶將無法再查看前一天的帖文，並且在發佈自己的帖文之前，也無法查看當天其他人的貼文。若用戶準時在兩分鐘內上傳，貼文將標示發佈時間；若逾時發佈，則會顯示上傳晚了多久，但需長按貼文才能顯示具體時間。其他使用者還能看到發文者拍攝BeReal時嘗試了幾次，以及當下的拍攝地點。每位用戶每天僅有一次刪除並重新發佈的機會，且早期版本不允許一天內發佈多則貼文。
不過，自2023年起，BeReal推出「BonusBeReal」功能，若使用者能在通知發出後的兩分鐘內上傳，當天便可額外發佈最多兩則貼文。此功能目前僅在部分地區提供。
BeReal另設有「探索」（Discovery）功能，允許使用者選擇將貼文分享給陌生网民。不過與「我的朋友」功能不同，此區域的貼文無法留言互動。2023年8月，為提高社交性，BeReal新增了一項功能，讓用戶可以查看朋友的朋友所發佈的帖文。
據報導，BeReal使用HiveAI系統自動進行影像內容的審核。同時也提供檢舉功能，讓用戶能回報不當貼文或帳號。

### 與其他平台比較
由於每日一次的參與機制，BeReal曾被拿來與同樣在2022年初爆紅的遊戲《Wordle》相提並論。此外，BeReal的設計風格也類似於Snapchat，強調即時性與短暫性。
BeReal被形容為「為了與Instagram競爭而設計的社交应用程序」，但同時也試圖弱化社群媒體成癮與過度使用的問題。該應用程式不提供滤镜或編輯功能，也沒有「追蹤人數」這類社交指標。官方行銷資料指出，雖然這款應用程式可能會讓人上癮，但不會让人成名。社群行銷公司We the People的執行董事雅各布·阿諾特（Jacob Arnott）形容BeReal是一種「反Instagram」的產品，因其強調真實與未經修飾的內容。
BeReal採用朋友而非追蹤者的互動機制，與Facebook的交友系統類似，貼文主要來自用戶新增的朋友，並與Instagram的「親密好友限時動態」功能有相似之處。此外，BeReal並未設有「按讚」功能，而是透過「RealMojis」互動，用戶須自拍表情來回應他人貼文。
隨著BeReal的流行，其他平台也紛紛推出類似功能。2022年7月，Instagram推出類似的「雙鏡頭」（Dual Camera）功能；8月起測試「IG 真實挑戰」（IG Candid Challenges），要求用戶每天在兩分鐘內上傳一則貼文。TikTok也於同年9月推出「TikTok Now」，採用相同的設計理念。
2022年12月，BeReal推出一項新功能，仿效Spotify的「Wrapped」年度回顧，提供一段集合使用者全年BeReal貼文的短片。

## 使用者特徵
BeReal被認為是一个主要面向于Z世代用戶的应用程序，旨在試圖減少「社群媒體疲勞」，即因長期接觸他人理想化生活而導致的麻木與現實疏離感。相較於千禧世代，這種真實感是Z世代的「核心價值觀」之一。此外，BeReal在大學及大學生年齡層中特別受歡迎，主要用戶分布在美國、英國與德國。
2022年的統計顯示，多數用戶為女性，年齡層中有43.2%為16至25歲，另有55.1%為26至44歲。

## 評價
《Vice》記者傑森·科布勒（Jason Koebler）指出，與呈現完美生活樣貌的Instagram相比，BeReal讓每個人看起來都非常無聊。。查普曼大學社群媒體教授尼克拉斯·梅爾（Niklas Myhr）認為，用戶參與程度將決定此應用程式的流行时间长短。BuzzFeed News記者凱西·威克曼（Kelsey Weekman）則表示，BeReal拒絕美化生活中的平凡，其強調真實的作法讓人感到謙卑。
《衛報》記者尼露法爾·海達里（Niloufar Haidari）也有類似看法，她指出，儘管該應用成功營造某種「單調」感，但這樣的特質也可能使使用者「提不起興趣」。雪梨大學行為心理學家布萊德·瑞道特博士（Dr. Brad Ridout）認為，這種「無聊」感是開發者有意營造的體驗，是對其他社群媒體過度追求完美的回應。
部分用戶經常在兩分鐘通知時限過後才發佈貼文，因而招致批評，認為這樣的「延遲發佈」行為削弱了BeReal所強調的真實性。此外，BeReal每日随机的兩分鐘發文時段，也被部分評論者認為可能加劇社群媒體疲勞，讓用戶產生自我暴露壓力，並強化隨時攜帶手機的需求。